# Halcampoididae
Famille
Les Halcampoididae sont une famille d'anémones de mer de la super-famille des Actinostoloidea.

## Liste des genres
Selon World Register of Marine Species (25 septembre 2024) :
- Acthelmis Lütken, 1875
- Calamactinia Carlgren, 1949
- Calamactis Carlgren, 1951
- Halcampella Andres, 1883
- Halcampoides Danielssen, 1890
- Pentactinia Carlgren, 1900
- Scytophorus Hertwig, 1882
- Siphonactinopsis Carlgren, 1921
- Aegeon Gosse, 1865
- Aegir
- Fenja Danielssen, 1887

## Systématique
Le nom valide complet (avec auteur) de ce taxon est Halcampoididae Appellöf, 1896.

## Publication originale
- (de) Adolf Appellöf, « Die Actiniengattungen Fenja, Aegir, und Halcampoides, DAN », Bergens Museums Aarbog, no 11,‎ 1896, p. 3-16